# أنطونيو كاستيلانوس ماتا ماتا
أنطونيو كاستيلانوس ماتا ماتا (بالإسبانية: Antonio Castellanos Mata)‏ هو فيزيائي وباحث إسباني، ولد في 7 مارس 1947 في Antoñanes del Páramo ‏ في إسبانيا، وتوفي في 27 يناير 2016.